# Apistoloricaria laani
Apistoloricaria laani är en fiskart som beskrevs av Han Nijssen och Isbrücker, 1988. Apistoloricaria laani ingår i släktet Apistoloricaria och familjen Loricariidae. Inga underarter finns listade i Catalogue of Life.